# 白井美沙紀
白井 美沙紀（しらい みさき、1996年7月30日 - ）は、日本の元女子バレーボール選手。

## 来歴
神奈川県平塚市出身。実父は元東芝シーガルズコーチで現松蔭大学女子バレーボール部監督の白井大史で実母も東芝のマネージャーだったというバレーボール一家に生まれ、小学3年次より本格的にバレーボールを始めた。
小6で171cmの高身長にも恵まれ、全国大会にも出場を果たす。地元中学に進学後も「もっと上手くなりたい」との思いから、中学2年でバレーボールアカデミー・JVA貝塚ドリームスの入団テストに挑戦し、合格。中3で貝塚ドリームスとして出場した全国都道府県対抗中学バレーボール大会で準優勝、優秀選手に選ばれる。
大和南高校入学後、在学中に全日本ユース・全日本ジュニアに選出される。
2015年1月、Vプレミアリーグの東レアローズに入団することを発表。内定選手として、セッター兼ウイングスパイカーとして登録された。内定選手としてのVプレミアリーグの出場はなかったが、高校卒業後の黒鷲旗全日本男女選抜バレーボール大会でデビューを果たす。
2015年9月にプエルトリコで開催された世界U20選手権に出場。ベストセッターに輝いたのに続き、2016年7月、東京オリンピックを目指すTeam COREのメンバーに選出された。
2017/18シーズン中盤から東レの正セッターとしてスタメン出場が増える。関菜々巳が加入した2018/19シーズンからはスタメン出場は減ったが、2020/21シーズンから副キャプテンに就任し、自身も最多出場（当時）を記録するなど、レギュラーラウンドを全勝優勝したチームを支えた。また2021/22シーズンは開幕直前にキャプテンの黒後愛が体調不良で離脱した関係で急遽キャプテンに就任するなど、チームに欠かせない存在として活躍した。
2022年の第70回黒鷲旗全日本選抜大会で、関が日本代表合宿に参加のためレギュラーとして試合に出場。連覇するために臨んだと語った通りチームを優勝に導き、自身もベスト6を受賞した。しかし、その大会をもって現役引退し、東レのアシスタントマネージャーに就任した。
2023年、2022-23シーズン終了をもって東レアローズを退団し、父が監督を務める松蔭大学バレーボール部のコーチに就任した。

## 人物・エピソード
- 中学校は地元に進学するものの、「本格的にバレーをやれるところを」との思いで、日本協会が将来の全日本選手育成を目的に有望な中学生を集めたアカデミーを受験。大阪・貝塚市でトレーニングセンターの寮に住み、近くの中学に通いながらバレー漬けの日々を送った[3]。競技を始めたころからアタッカーだったが、高校では本格的にセッター兼任する条件をスカウトに訪れた高校の監督に提示、チームを2セッター制に変更するため、対角を組む1学年上のエースにもセッターを兼任させる特別待遇で入学した[3]。
- 高校2年、3年の春高で対戦した[17]同い年の古賀紗理那とは仲良しで、Vリーグ公式での質問リレー企画も古賀紗理那からのリレーだった[18]。
- 東レ入団後からセッター一本に本格的に取り組んだ中、当時のチームメイトだった木村沙織からの一言に救われたという[19]。
- キャプテン・黒後愛のシーズンを追ったドキュメンタリーNHK『スポーツ×ヒューマン』内で、好調なチームの一方で「横棒（キャプテンマーク）だけのキャプテンだなって思ってた」とキャプテンとしてのあり方に悩む黒後に「全然そんなことないって。2本つけてあげたいくらい」と笑い飛ばすなど、明るいキャラクターでチームを支えた[20]。
- 2021年12月26日に行われた「2021-22 V.LEAGUE DIVISION1 ALL STAR in TOKOROZAWA 女子ファンフェスタ」でMVP賞を獲得した[21]。

## 所属チーム
- 神田ジュニアVC
- 市立金目中学（2009年）
- 貝塚ドリームス
- 大和南高校
- 東レアローズ #19→#14→#8→#4（2015-2022年）

## 球歴
- 全日本ユース代表 - 2012-2013年
  - 2012年 - アジアユース 優勝
  - 2013年 - 世界ユース 5位
- 全日本ジュニア代表 - 2014年
  - 2014年 - アジアジュニア 準優勝
  - 2015年 - 世界U20選手権 4位
- 全日本U-23代表 - 2017年
  - アジアU-23選手権 - 2017年 優勝

## 受賞歴
- 2011年 - 全国都道府県対抗中学バレーボール大会 優秀選手
- 2015年 - 世界U20選手権 ベストセッター
- 2022年 - 第70回黒鷲旗全日本男女選抜バレーボール大会 ベスト6

## 個人成績
V.LEAGUEの個人成績は下記の通り（ファイナルステージ、VCup含む）。
| 大会            | チーム          | 出場     | 出場        | アタック | アタック | アタック | アタック | バックアタック | バックアタック | バックアタック | バックアタック | アタック 決定本数 | ブロック | ブロック       | サーブ | サーブ         | サーブ   | サーブ | サーブ | サーブ   | サーブレシーブ | サーブレシーブ | サーブレシーブ | サーブレシーブ | 総得点      | 総得点      | 総得点   | 総得点      |
| --------------- | --------------- | -------- | ----------- | -------- | -------- | -------- | -------- | -------------- | -------------- | -------------- | -------------- | ----------------- | -------- | -------------- | ------ | -------------- | -------- | ------ | ------ | -------- | -------------- | -------------- | -------------- | -------------- | ----------- | ----------- | -------- | ----------- |
| 大会            | チーム          | 試 合 数 | セ ッ ト 数 | 打 数    | 得 点    | 失 点    | 決 定 率 | 打 数          | 得 点          | 失 点          | 決 定 率       | セ ッ ト 平 均    | 得 点    | セ ッ ト 平 均 | 打 数  | ノ 丨 タ ッ チ | エ 丨 ス | 失 点  | 効 果  | 効 果 率 | 受 数          | 成 功 ・ 優    | 成 功 ・ 良    | 成 功 率       | ア タ ッ ク | ブ ロ ッ ク | サ 丨 ブ | 得 点 合 計 |
| V1 2015-16      | 東レ            | 27       | 32          | 6        | 1        | 0        | 16.7     | 0              | 0              | 0              | -              | 0.03              | 1        | 0.03           | 63     | 0              | 3        | 9      | 22     | 12.5     | 0              | 0              | 0              | -              | 1           | 1           | 3        | 5           |
| V1 2016-17      | 東レ            | 18       | 36          | 1        | 1        | 0        | 100.0    | 0              | 0              | 0              | -              | 0.03              | 0        | -              | 49     | 1              | 1        | 8      | 13     | 10.3     | 0              | 0              | 0              | -              | 1           | 0           | 2        | 3           |
| V1 2017-18      | 東レ            | 26       | 65          | 5        | 4        | 0        | 80.0     | 0              | 0              | 0              | -              | 0.06              | 6        | 0.09           | 190    | 2              | 12       | 33     | 62     | 11.2     | 1              | 0              | 0              | 0              | 4           | 6           | 14       | 24          |
| V1 2018-19      | 東レ            | 33       | 75          | 0        | 0        | 0        | -        | 0              | 0              | 0              | -              | -                 | 0        | -              | 104    | 0              | 1        | 6      | 28     | 6.2      | 0              | 0              | 0              | -              | 0           | 0           | 1        | 1           |
| V1 2019-20      | 東レ            | 24       | 13          | 1        | 1        | 0        | 100.0    | 0              | 0              | 0              | -              | 0.08              | 0        | -              | 11     | 0              | 1        | 1      | 2      | 11.4     | 0              | 0              | 0              | -              | 1           | 0           | 1        | 2           |
| V1 2020-21      | 東レ            | 27       | 81          | 4        | 1        | 1        | 25.0     | 0              | 0              | 0              | -              | 0.01              | 7        | 0.09           | 151    | 2              | 1        | 23     | 41     | 5.0      | 2              | 0              | 0              | 0              | 1           | 7           | 3        | 11          |
| V1 2021-22      | 東レ            | 34       | 81          | 0        | 0        | 0        | -        | 0              | 0              | 0              | -              | -                 | 2        | 0.02           | 97     | 1              | 3        | 8      | 21     | 7.5      | 2              | 0              | 0              | 0              | 0           | 2           | 4        | 6           |
| 通算：7シーズン | 通算：7シーズン | 191      | 383         | 17       | 8        | 1        | 47.1     | 0              | 0              | 0              | -              | 0.02              | 16       | 0.04           | 665    | 6              | 22       | 88     | 189    | 8.0      | 5              | 0              | 0              | 0              | 8           | 16          | 28       | 52          |

## 出演

### YouTube
【カンテレ公式】カンテレバレーボール チャンネル 
- 新鍋理沙×東レアローズ・白井美沙紀　SPインタビュー【バレー・Vリーグ　2021/2022シーズン開幕直前企画】これを見れば皆さんも必ず元気になります！！（2021年10月11日）
- 新鍋理沙×東レアローズ・白井美沙紀　突撃インタビューinオールスター（ファンフェスタ2021）「オールスターMVPの白井選手と念願の初対面！やっぱり元気でした！！」（2022年01月21日）